# Phép tính biến phân
Phép tính biến phân là một ngành giải tích toán học sử dụng variations (không tìm được thuật ngữ tiếng Việt tương đương, có thể là "số gia của hàm số", hoặc đơn giản là "biến phân"; cần chuyên gia thuật ngữ toán học tiếng Việt xem xét), là những thay đổi nhỏ của hàm và phiếm hàm, để tìm cực đại và cực tiểu của các phiếm hàm (i.e. các ánh xạ từ một tập hợp các hàm vào số thực).  Các phiếm hàm thường được biểu thị dưới dạng các tích phân xác định liên quan đến các hàm và các đạo hàm tương ứng. Các hàm tối đa hóa hoặc tối thiểu hóa các phiếm hàm có thể được tìm thấy bằng cách sử dụng phương trình Euler-Lagrange.
Một ví dụ đơn giản là bài toán tìm đường cong có độ dài ngắn nhất nối hai điểm. Nếu không có điều kiện ràng buộc, đáp án là một đường thẳng đi qua hai điểm đó. Tuy nhiên, nếu đường cong bị ép nằm trên một bề mặt nào đó trong không gian, thì đáp án ít rõ ràng hơn và có thể có nhiều đáp án đúng. Các đường cong như vậy được gọi là các đường trắc địa.
Một vấn đề liên quan là nguyên tắc Fermat: ánh sáng đi theo đường có độ dài quang học ngắn nhất nối hai điểm, trong đó độ dài quang phụ thuộc vào vật liệu môi trường.
Một khái niệm tương ứng trong cơ học là nguyên tắc tác dụng tối thiểu.

## Cực trị
Phép tính biến phân quan tâm đến cực đại hoặc cực tiểu (gọi chung là cực trị) của các phiếm hàm. Một phiếm hàm ánh xạ các hàm đến các vô hướng, vì vậy các phiếm hàm được mô tả là "hàm của các hàm". Các phiếm hàm có cực trị đối với các phần tử y của một không gian hàm đã cho được xác định trên một miền nhất định. Phiếm hàm J [ y ] được cho là có cực trị tại hàm f  nếu ΔJ = J [ y ] − J [ f] có cùng dấu cho tất cả cả các hàm y trong một lân cận nhỏ của f.  Hàm f được gọi là một hàm cực trị hay điểm cực trị. 
Cực trị J [ f ] được gọi là cực đại cục bộ (hoặc cực đại yếu) nếu ΔJ ≤ 0 tại mọi điểm trong một vùng lân cận nhỏ tùy ý của f, và cực tiểu cục bộ (hoặc cực tiểu yếu) nếu ΔJ ≥ 0. Một cực đại (cực tiểu) mạnh là một giá trị lớn nhất (nhỏ nhất) của phiếm hàm trên toàn bộ không gian hàm.
Các thuật ngữ cực trị yếu và cực trị mạnh cũng được sử dụng để mô tả việc các đạo hàm bậc nhất của hàm cực trị có liên tục hay không.

## Phương trình Euler Lagrange
Xét phiếm hàm
{\displaystyle J[y]=\int _{x_{1}}^{x_{2}}L(x,y(x),y'(x))\,dx\,.}
với
{\displaystyle x_{1},x_{2}} là các hằng số,
{\displaystyle y(x)} là một hàm khả vi liên tục hai lần (i.e. khả vi hai lần và đạo hàm cấp hai là liên tục),
{\displaystyle y'(x)=dy/dx}
{\displaystyle L(x,y(x),y'(x))} là một hàm khả vi liên tục hai lần đối với các biến số {\displaystyle x,y,y'}.
Phương trình Euler-Lagrange ứng với phiếm hàm này là
{\displaystyle {\frac {\partial L}{\partial f}}-{\frac {d}{dx}}{\frac {\partial L}{\partial f'}}=0}

### Thí dụ
Để minh họa, xét bài toán tìm hàm cực trị y = f (x) ứng với đường cong nối hai điểm (x1, y1) và (x2, y2). Độ dài cung của đường cong được cho bởi
{\displaystyle A[y]=\int _{x_{1}}^{x_{2}}{\sqrt {1+[y'(x)]^{2}}}\,dx\,,}
với
{\displaystyle y\,'(x)={\frac {dy}{dx}}\,,\ \ y_{1}=f(x_{1})\,,\ \ y_{2}=f(x_{2})\,.}
Áp dụng phương trình Euler-Lagrange
{\displaystyle {\frac {\partial L}{\partial f}}-{\frac {d}{dx}}{\frac {\partial L}{\partial f'}}=0}
với
{\displaystyle L={\sqrt {1+[f'(x)]^{2}}}\,.}
ta thu được các nghiệm
{\displaystyle f(x)=mx+b\qquad {\text{với}}\ \ m={\frac {y_{2}-y_{1}}{x_{2}-x_{1}}}\quad {\text{và}}\quad b={\frac {x_{2}y_{1}-x_{1}y_{2}}{x_{2}-x_{1}}}}

## Đồng nhất thức Beltrami
Trong các bài toán vật lý, ta có thể gặp trường hợp {\displaystyle {\frac {\partial L}{\partial x}}=0}, có nghĩa là phiếm hàm là một hàm của {\displaystyle f(x)} và {\displaystyle f'(x)} nhưng không phải là một hàm tường minh của {\displaystyle x}. Trong trường hợp đó, phương trình Lagrange Euler có thể được đơn giản hóa thành đồng nhất thức Beltrami 
{\displaystyle L-f'{\frac {\partial L}{\partial f'}}=C\,,}
với {\displaystyle C} là một hằng số. Vế trái là biến đổi Legendre của {\displaystyle L} đối với {\displaystyle f'(x)}.